# Kumārajīva
Kumārajīva; (Kiu-kiu-lo, Kiu-mo-lo-che, Kiu-mo-to-tche-po, Tang-cheu), (344. – 413.) bio je kučanski budistički redovnik, učenjak i prevoditelj. Obrazovao se u Sarvastivada školama, potom kod Buddhasvāmina, a na kraju postao sljedbenik Mahajane odnosno studirao Nagarjuninu doktrinu Madhyamaka. Godine 401. došao je u Chang'an, prijestolnicu sjevernokineske države Kasniji Jin, gdje je veliki broj budističkih tekstova preveo sa sanskrta na kineski jezik.